# Aeroportul Tiputini
Aeroportul Tiputini (IATA: TPN, ICAO: SETI) este un aeroport din Ecuador.
Situat la o altitudine de 304 m, aeroportul dispune de o singură pistă.